# Fujiwara no Saneko
Fujiwara no Saneko (1245 – 2 septembre 1272) est une impératrice consort du Japon. Elle est la consort de l'empereur Kameyama.
Descendance :
- - Fille ainée : Princesse impériale ?? (目見子内親王)
  - Fils ainé : Prince impérial ?? (知仁親王)
  - Deuxième fils : Prince impérial Yohito (世仁親王) (empereur Go-Uda)

## Source de la traduction
- (en) Cet article est partiellement ou en totalité issu de l’article de Wikipédia en anglais intitulé « Fujiwara no Saneko » (voir la liste des auteurs).